# Приске, Бриан
Бриан Приске Педерсен (дат. Brian Priske Pedersen; род. 14 мая 1977[…], Хорсенс, Вайле) — датский футболист, защитник, а позже тренер, известный по выступлениям за «Ольборг», «Брюгге» и сборную Дании. Участник чемпионата Европы 2004 года.

## Клубная карьера
Приске — воспитанник клуба «Хорсенс» из своего родного города, где он и начал свою карьеру. Отыграв свой первый профессиональный сезон, Бриан транзитом через «Орхус Фремад» перешёл в «Ольборг». В своём первом сезоне он помог новой команде выиграть датскую Суперлигу. За четыре года Приске провёл за клуб более 100 матчей и стал одним из надёжных оплотов обороны команды.
В 2003 году Бриан принял приглашение бельгийского «Генка» и переехал в Жюпиле лигу. После двух успешных сезонов в Бельгии Приске перешёл в английский «Портсмут». В новой команде он был игроком ротации. В марте 2011 года из-за травмы основных защитников он получил шанс проявить себя в основе. Бриан показал уверенный уровень игры и завоевал место на весь оставшийся сезон Премьер-лиги.
После вылета «Портсумта» Приске вернулся в Бельгию, где подписал соглашение с «Брюгге». В новой команде за место в основе он конкурировал с Оливье Де Коком и Бигрером Мартенсом. Выиграв конкуренцию, Бриан помог клубу завоевать Кубок Бельгии.
В 2008 году Приске вернулся на родину, став футболистом клуба «Вайле». По окончании сезона его команды вылетела из элиты, но Бриан остался в клубе. В 2010 году он на правах аренды выступал за «Мидтьюлланн». В 2011 году Приске перешёл в норвежский «Старт». 20 марта в матче против «Одда» он дебютировал в Типпелиге. 3 апреля в поединке против «Стрёмсгодсета» Бриан забил свой первый гол за «Старт». По окончании сезона он завершил карьеру.

## Международная карьера
12 февраля 2003 года в товарищеском матче против сборной Египта Приске дебютировал за сборную Дании.
В 2004 году Бриан принял участие в чемпионате Европы в Португалии. На турнире он сыграл в матче против сборной Италии.

## Тренерская карьера
12 июня 2024 года нидерландский клуб «Фейеноорд» объявил о назначении Приске новым главным тренером на трехлетний контракт. 10 февраля 2025 года, через два дня после победы 3:0 в матче против «Спарты» Роттердам, Приске был уволен с поста главного тренера из-за «непоследовательных результатов и отсутствия прогресса».

## Статистика

### Матчи Приске за сборную Дании
| Матчи Приске за сборную Дании | Матчи Приске за сборную Дании | Матчи Приске за сборную Дании | Матчи Приске за сборную Дании | Матчи Приске за сборную Дании | Матчи Приске за сборную Дании |
| ----------------------------- | ----------------------------- | ----------------------------- | ----------------------------- | ----------------------------- | ----------------------------- |
| №                             | Дата                          | Соперник                      | Счёт                          | Голы Приске                   | Соревнование                  |
| 1                             | 12 февраля 2003               | Египет                        | 4:1                           | —                             | Товарищеский матч             |
| 2                             | 30 апреля 2003                | Украина                       | 1:0                           | —                             | Товарищеский матч             |
| 3                             | 16 ноября 2003                | Англия                        | 3:2                           | —                             | Товарищеский матч             |
| 4                             | 18 февраля 2004               | Турция                        | 1:0                           | —                             | Товарищеский матч             |
| 5                             | 31 марта 2004                 | Испания                       | 0:2                           | —                             | Товарищеский матч             |
| 6                             | 14 июня 2004                  | Италия                        | 0:0                           | —                             | Чемпионат Европы 2004         |
| 7                             | 18 августа 2004               | Польша                        | 5:1                           | —                             | Товарищеский матч             |
| 8                             | 4 сентября 2004               | Украина                       | 1:1                           | —                             | Чемпионат мира 2006 (отбор)   |
| 9                             | 9 октября 2004                | Албания                       | 2:0                           | —                             | Чемпионат мира 2006 (отбор)   |
| 10                            | 13 октября 2004               | Турция                        | 1:1                           | —                             | Чемпионат мира 2006 (отбор)   |
| 11                            | 17 ноября 2004                | Грузия                        | 2:2                           | —                             | Чемпионат мира 2006 (отбор)   |
| 12                            | 9 февраля 2005                | Греция                        | 1:2                           | —                             | Чемпионат мира 2006 (отбор)   |
| 13                            | 26 марта 2005                 | Казахстан                     | 3:0                           | —                             | Чемпионат мира 2006 (отбор)   |
| 14                            | 30 марта 2005                 | Украина                       | 0:1                           | —                             | Чемпионат мира 2006 (отбор)   |
| 15                            | 2 июня 2005                   | Финляндия                     | 1:0                           | —                             | Товарищеский матч             |
| 16                            | 17 августа 2005               | Англия                        | 4:1                           | —                             | Товарищеский матч             |
| 17                            | 3 сентября 2005               | Турция                        | 2:2                           | —                             | Чемпионат мира 2006 (отбор)   |
| 18                            | 8 октября 2005                | Греция                        | 1:0                           | —                             | Чемпионат мира 2006 (отбор)   |
| 19                            | 12 октября 2005               | Казахстан                     | 2:1                           | —                             | Чемпионат мира 2006 (отбор)   |
| 20                            | 1 марта 2006                  | Израиль                       | 2:0                           | —                             | Товарищеский матч             |
| 21                            | 31 мая 2006                   | Франция                       | 0:2                           | —                             | Товарищеский матч             |
| 22                            | 15 ноября 2006                | Чехия                         | 1:1                           | —                             | Товарищеский матч             |
| 23                            | 28 марта 2007                 | Германия                      | 1:0                           | —                             | Товарищеский матч             |
| 24                            | 17 ноября 2007                | Северная Ирландия             | 1:2                           | —                             | Чемпионат Европы 2008 (отбор) |

Итого: 24 матча / 0 голов; 13 побед, 6 ничьих, 5 поражений.

## Достижения
«Ольборг»
- Чемпионат Дании по футболу — 1998/99

«Брюгге»
- Обладатель Кубка Бельгии — 2007

«Спарта»
- Чемпионат Чехии по футболу — 2022/23, 2023/24
- Обладатель Кубка Чехии — 2024

«Фейеноорд»
- Обладатель Суперкубка Нидерландов: 2024